# Susana Romero
Susana Romero (Susana Elena Romero, Buenos Aires, Argentina, 20 de junio de 1958) es una actriz, locutora, conductora y artista plástica argentina. Su mayor pico de popularidad y consagración como actriz fue en la década de 1980, cuando trabajó junto al humorista Alberto Olmedo.

## Biografía
Susana Romero, apodada La «negra» Romero es un personaje reconocido en el mundo artístico por interpretar personajes sexys y graciosos para la pantalla chica y el cine argentino. Defensora de los derechos de los animales, vegana por convicción, de no tener que matar un animal para comer y una talentosa artística plástica.
El 17 de junio de 1973 fue coronada Miss Argentina. El certamen fue organizado por el Sr. Eduardo Borrajo y fue conducido por Nicolás Pipo Mancera. La nueva soberana obtuvo 12 votos a favor y uno en contra, uno de los miembros del jurado fue la periodista Mónica Cahen D'Anvers, por aquel entonces conocida como Mónica Mihanovich.
Susana Romero realizó una excelente tarea en Atenas Grecia, durante el certamen Miss Universo donde se clasificó en el 6º lugar. A su regreso a la Argentina, comenzó una carrera exitosa como modelo y actriz de comedias, en teatro y televisión.

## Televisión
Susana Romero surgió en el año 1971 como integrante del ciclo televisivo Alta tensión conducido por el locutor Fernando Bravo programa que se emitía por canal 13.
En 1986 comenzó su carrera como actriz en el programa del capo cómico Alberto Olmedo -No toca botón- junto a Javier Portales, y a otras figuras como se las denominó "las chicas de Olmedo": Silvia Pérez, Beatriz Salomón, Adriana Brodsky y Divina Gloria.
- 1990 - Actuó con el personaje de «Reina» en Amándote II protagonizado por Arnaldo André, Lupita Ferrer.
- 1991 - Ciclo de comedias: Georgina Barbarrosa y Germán Kraus (Canal 9).
- 1996: Actuó en el programa cómico Trucholandia junto a Miguel del Sel, Mónica Guido y elenco. (Telefé).
- 2004 - Ciclo TV, Movete, Canal América.
- 2004 - Conducción programa de cable junto a Alberto Muney.
- 2006 - Sos mi Vida, con Facundo Arana y Natalia Oreiro en Canal 13.
- 2008 - Produjo y Condujo Programa de TV: Pcia. de San Luis: Nattiva (Canal 13).
- 2012 - Mi problema con las mujeres, con Mariano Martínez y Ana María Orozco, en Telefé.
- 2013 - Unitario: Mitos, crónicas del amor descartable protagonizado por Germán Palacios y Florencia Raggi. América II.

Su carrera nunca paró y fue la modelo de casi todas las campañas televisivas y fotográficas, su estilo único la apartó del resto y se convirtió en la modelo más buscada, creó un estilo único con su corte de pelo tan personal.

## Publicidades
- 1977: Virginia Slims, cigarrillos. Campaña (premio a la publicidad para la mujer).
- 1980: Es contratada por la casa "BEGUEDOR" de París; estando en Francia trabaja para la Agencia Élite, desfiló para el gran diseñador Valentino y fue seleccionada para una entrevista con el genio de Salvador Dalí, para realizar un desnudo.
- 1986: Publicidad Jockey Club donde a Raúl Porchetto, músico y cantante argentino, le pidieron componer la música para Susana.
- 2010: "Razones para ser vegetariano" - Video de AnimaNaturalis sobre vegetarianismo junto a Nicolás Pauls, Daisy May Queen, Matías Camisani y Gastón Sardelli de Airbag.

## Cine
Debutó en 1985 con el drama El rigor del destino con  Carlos Carella, Víctor Laplace, Leonor Manso y Ana María Picchio. Ese mismo año actuó en El cazador de la muerte.
En 1987 encarnó a «Martha» en Las esclavas, un drama actuado por Rodolfo Ranni, Camila Perissé y Perla Santalla, dirección, Carlos Borkoski. En ese mismo año también hizo la comedia El manosanta está cargado con el papel de "Susana", la mujer de Portales en la ficción, en la Galería del terror con Alberto Olmedo y Jorge Porcel y dirección de Nicolás Carreras.
En 1996 actuó en Corsarios del chip, un film español actuada por Fernando Guillén Cuervo, Karra Elejalde y Cayetana Guillén Cuervo.
Películas en las que participó
- 1985: El cazador de la muerte
- 1985: El rigor del destino
- 1987: Las esclavas
- 1987: El manosanta está cargado
- 1987: Galería del terror
- 1996: Corsarios del chip

## Teatro
- 1986: El negro no puede - Junto a Alberto Olmedo, Javier Portales, Beatriz Salomón, Adriana Brodsky, Adrián Martel y elenco.
- 1988: Con el tango y la inflación, llegamos a la elección - Junto a Calígula, Enrique Dumas y Edgardo Mesa.
- 1996: Más feliz en Carlos Paz - Junto a Georgina Barbarrossa, Emanuel (Mago) y La Mona Jiménez.
- 1996: Más loca que una vaca - Junto a Emilio Disi, Tristán, Cris Miró, Silvia Süller y Alejandra Mora.
- 1998: Gansoleros - Teatro Lido de Mar del Plata junto a Jorge Corona, Amalia "Yuyito" González, Tristán y Mónica Ayos.
- 2000: Se vino 2000!!! - Junto a Javier Portales, Daniel Aráoz y elenco.
- 2006: Marido 4x4 - Junto a Emilio Disi, Sergio Gonal, Nicolás Scarpino, Amelia Revori, Andrea Estévez y Laura Viña.
- 2008: Sera trolo mi marido? - Junto a Adriana Brodsky, Lisandro Carret, Joe Rigoli, Aldo Káiser, Sabrina Rizzo y Claudio Aval - Teatro Concert.
- 2013: La Cenicienta - Teatro Moulin Bleu.

## Radio
- 1987: "La trasnoche del camionero" - Radio América, junto a Juan Carlos Altavista, Alicia Fabre y Hugo Moyano.
- 2005: "Taraguí" - Radio Solidaria, junto a Juan Carlos Bisillac.
- 2012/2013: "Taykuma" - Radio Dakota, junto a Dante Franch.

## Libro
En 2008, Susana Romero publicó un libro de su autoría, El amor después de la pena donde describe una serie de milagros que vivió desde que decidió entregarse por completo a los misterios de la fe. Además relata sobre una serie de abusos que sufrió en manos de su tío en el capítulo 2 del libro titulado Abuso a la inocencia.

## Galardones
En el 2007 se le entregó el Premio Podestá a la Trayectoria Honorable, que se entrega diariamente por la Asociación Argentina de Actores (AAA).

## Vida privada
En 1985 mantuvo un breve romance de siete meses con Guillermo Vilas.
En diciembre de 1988 se casó con Abel Jacubovich (quien logró cierta fama como "el escribano Jacubovich" de Videomatch (luego renombrado Showmatch), con quien tuvo dos hijas mellizas: Nicole Sofía y Calanit Diva. La pareja se divorció en 1995, y Jacubovich falleció el 21 de diciembre de 2010 de leucemia. Tras el fallecimiento Romero relató a los medios: «Tuve que meterme en el reparto de la herencia, porque querían dejar sin nada a mis hijas y se pudo recuperar gran parte», asegurando que la familia de su ex-marido la trató de "ladrona" por "meterse en algo que no era suyo". Romero manifestó también que la familia de su ex-marido le "hizo la vida imposible" por un largo tiempo, añadiendo: «Nunca me quisieron. A Abel lo desheredaron por casarse con una goy (no judía) y en segundo lugar artista, que consideraban una prostituta. Nunca hubo relación».
Después mantuvo una relación amorosa con Mario Nasiff (Catamarca)